# Invertébrés sur timbres de Jersey
 (signalé en mai 2025).
Si vous disposez d'ouvrages ou d'articles de référence ou si vous connaissez des sites web de qualité traitant du thème abordé ici, merci de compléter l'article en donnant les références utiles à sa vérifiabilité et en les liant à la section « Notes et références ».
- Archive Wikiwix
- Bing
- Cairn
- DuckDuckGo
- E. Universalis
- Gallica
- Google
- G. Books
- G. News
- G. Scholar
- Persée
- Qwant
- (zh) Baidu
- (ru) Yandex
- (wd) trouver des œuvres sur Wikidata

L'île de Jersey a émis régulièrement des timbres avec des fleurs et des animaux.

## 1973
| Valeur faciale | Légende     | Remarque             |
| -------------- | ----------- | -------------------- |
| 2,50 p.        | Spider-crab | Cancer sp.           |
| 3 p.           | Conger-eel  | Conger conger        |
| 7,50 p.        | Lobster     | Homard               |
| 20 p.          | Ormer       | Haliotis tuberculata |

## 1991
| Valeur faciale | Légende                                         |
| -------------- | ----------------------------------------------- |
| 15 p.          | Melitaea cinxia — Glanville Fritillary          |
| 20 p.          | Euplagia quadripunctaria — Jersey Tiger         |
| 37 p.          | Deilephila porcellus — Small Elephant Hawk-moth |
| 57 p.          | Inachis io — Peacock                            |

## 1995
| Valeur faciale | Légende            | Remarque                                   |
| -------------- | ------------------ | ------------------------------------------ |
| 19 p.          | Precis almana      | Synonyme : Junonia almana (Linnaeus, 1758) |
| 23 p.          | Papilio palinurus  |                                            |
| 30 p.          | Catopsilia scylla  |                                            |
| 41 p.          | Papilio rumanzovia |                                            |
| 60 p.          | Troides helena     |                                            |

| Les deux dernières valeurs sont reprises sur un bloc-timbre.      |
| Réf. : Yvert et Tellier : BF 12 Scott : SS 731a Michel : Block 11 |